# 2023年赤道幾內亞馬爾堡出血熱疫情
2023年赤道幾內亞馬爾堡出血熱疫情於2023年2月7日爆發，6月8日結束，為赤道幾內亞首次出現馬爾堡出血熱疫情，造成至少12人確診死亡。

## 經過
馬爾堡出血熱為馬堡病毒感染導致的病毒性出血熱，其死亡率高達近九成，症狀與伊波拉出血熱相似，目前尚無疫苗或藥物可治療。2023年2月7日，赤道幾內亞基埃-恩特姆省Nsok-Nsomo區有數人參加喪禮後發病，症狀包括發燒、出血與關節疼痛等，截至2月10日已有8人死亡，當地政府發布行動限制，鄰國喀麥隆也一度關閉邊界。
2月13日，世界衛生組織與赤道幾內亞衛生部表示一名病患的樣本經巴斯德研究院在塞內加爾的實驗室檢測後發現馬堡病毒，當時赤道幾內亞已有25例疑似病例，其中9人死亡；喀麥隆出現2例疑似病例，但隨後證實並未感染馬堡病毒。2月25日西班牙瓦倫西亞有一名曾至赤道幾內亞的病人也疑似染病，但隨後證實並未感染馬堡病毒。
4月4日，確診的死亡病患累積至10例。該國第一大城巴塔也有8例確診病例。6月8日，世界衛生組織宣佈疫情結束。此次疫情共有17人確診，其中12人死亡，另外還有23人疑似感染死亡。赤道幾內亞的8個省份中有4個省份出現病例。